# マイ ベイカー
『マイ ベイカー』は、らくだによる日本の漫画。ウェブコミック配信サイト『ジーンLINE』にて、2018年5月4日から2019年6月28日まで隔週金曜日に連載された。全15話。
街のパン屋「ベーカリー ミミィ」を舞台に、パン作りに情熱を注ぐ店長の美々子と新人バイトとしてやってきた青年・北の恋愛模様を描く。
2020年7月から『マイラブ・マイベイカー』のタイトルで本仮屋ユイカ主演によりテレビドラマ化および配信。

## あらすじ
小岩美々子は祖父からベーカリー「ミミィ」を引き継ぎ、ハルをはじめとする女性スタッフと共に、毎日忙しく働いている。見かけのイメージとはかけ離れた過酷な職場環境に、バイトがなかなか居つかないため苦労していたが、ある日バイト募集の張り紙を見て応募してきた北薫が初の男性スタッフとして加わる。北は以前、洋食のコックをしていたため飲み込みが早くすぐに店に馴染んでいく。実は北は、学生時代にこのパン屋に通っており、当時から美々子に恋心を抱いていたのだ。美々子も口には出さなかったが北のことを憶えており、2人はお互いを意識しつつもなかなか1歩を踏み出せないでいる。そんな折、美々子と北との仲を聞きつけた美々子の兄でありベーカリー「ミミィ」の社長でもある広が、活動拠点である海外からわざわざ様子を見にやって来る。

## 登場人物
小岩美々子（こいわ みみこ）
ベーカリー「ミミィ」店長。28歳。以前は大手チェーンのパン屋で修行していたが、祖父がやっていた店を引き継いだ。店の2階で一人で暮らしている。
北薫（きた かおる）
ベーカリー「ミミィ」仕上げ担当。22歳。以前は洋食店でコックをしていたが祖父が亡くなり、一人になった祖母を心配して一緒に暮らし始めた。
小林ハル（こばやし ハル）
ベーカリー「ミミィ」販売担当。勤続10年の最古参で美々子の良き理解者。
水野（みずの）
ベーカリー「ミミィ」仕込み担当。双子の子供を持つ母親。
谷（たに）
ベーカリー「ミミィ」成形担当。以前は他のパン屋に勤めていた。
平井聡太（ひらい そうた）
ベーカリー「ミミィ」販売担当。
小岩広（こいわ ひろし）
ベーカリー「ミミィ」社長。美々子の兄。
祖父母がやっていたパン屋をチェーン展開した。
堀田（ほった）
広の大学の同期。

## 書誌情報
- らくだ 『マイ ベイカー』 KADOKAWA〈ジーンLINEコミックス〉、全2巻
  1. 2018年11月14日発行（同年11月14日発売[3]）、ISBN 978-4-04-065260-3
  2. 2019年07月13日発行（同年07月13日発売[4]）、ISBN 978-4-04-065578-9

## テレビドラマ
『マイラブ・マイベイカー』と題して、2020年7月からカンテレ、メ〜テレ、テレビ神奈川で放送のテレビドラマ。主演は本仮屋ユイカ。映像配信サービス「ひかりTV」「dTVチャンネル」でも配信。全12話。

### キャスト
- 小岩美々子：本仮屋ユイカ
- 北薫：飯島寛騎[2]（中学時代：牛尾竜威）
- 佐藤ハル：信川清順
- 水野結衣：鳴海唯
- 立花彩乃：小宮有紗 - 薫の元恋人。人気読者モデル兼フードライター。（3話〜）
- 真希：尾身美詞 - 美々子の先輩。（2話〜）
- 源さん：久保酎吉 - 「ミミィ」の常連客。（2話）
- 佐藤陽太：木村皐誠 - 佐藤ハルの息子。小学3年生。（4話）
- 高杉：藤堂新二 - 三ツ星レストランのシェフ。薫の師匠。（5〜8話）
- 冬美：岡田夏海 - 「ミミィ」の新しい従業員。（9話〜）
- 原田：松岡拳紀介 - 「ミミィ」の新しい従業員。（9話〜）
- 柏木広：竹財輝之助[2]

### スタッフ
- 原作：らくだ 『マイ ベイカー』（ジーンLINEコミックス刊）
- 監督：古厩智之、二宮崇
- 脚本：阿相クミコ、波多野都、吉田ウーロン太
- 音楽：仲西匡
- 主題歌：尾崎由香 「オトメゴコロ」（ミニアルバム「NiNa」に収録、ワーナーミュージック・ジャパン）[6]
- エンディングテーマ：CHIHIRO 「冷たくしないでよ」（テイチクエンタテインメント）[6]
- 企画・プロデュース：KADOKAWA、NTTぷらら
- 制作プロダクション：オフィスクレッシェンド
- 製作著作：「マイラブ・マイベイカー」製作委員会（KADOKAWA、NTTぷらら、関西テレビ放送、メ〜テレ、テレビ神奈川）

### 放送日程
| 話数   | 放送日  | サブタイトル             | 脚本           | 監督     |
| ------ | ------- | ------------------------ | -------------- | -------- |
| 第1話  | 7月14日 | パンは好きですか？       | 阿相クミコ     | 古厩智之 |
| 第2話  | 7月21日 | 思い出の味               | 阿相クミコ     | 古厩智之 |
| 第3話  | 7月28日 | 重なり合う手と手         | 阿相クミコ     | 古厩智之 |
| 第4話  | 8月4日  | 私たちのあんパン         | 波多野都       | 古厩智之 |
| 第5話  | 8月11日 | ミミィ閉店の危機         | 吉田ウーロン太 | 古厩智之 |
| 第6話  | 8月18日 | 彼女のためのフルコース   | 阿相クミコ     | 古厩智之 |
| 第7話  | 8月25日 | 突然の別れ               | 波多野都       | 二宮崇   |
| 第8話  | 9月1日  | これが私の選択           | 波多野都       | 二宮崇   |
| 第9話  | 9月8日  | 幸せな結婚               | 波多野都       | 二宮崇   |
| 第10話 | 9月15日 | 偶然の再会               | 阿相クミコ     | 二宮崇   |
| 第11話 | 9月22日 | 2年ぶりのバックハグ      | 阿相クミコ     | 二宮崇   |
| 最終話 | 9月29日 | 好きです。パンもあなたも | 阿相クミコ     | 二宮崇   |

### 放送局
| 放送期間                | 放送時間                     | 放送局（系列）                  | 対象地域   | 備考             |
| ----------------------- | ---------------------------- | ------------------------------- | ---------- | ---------------- |
| 2020年7月14日 - 9月29日 | 火曜 23:00 - 23:30           | テレビ神奈川 （独立局）         | 神奈川県   | 製作委員会参加局 |
|                         | 火曜 0:53 - 1:23（月曜深夜） | メ〜テレ （テレビ朝日系列）     | 中部広域圏 | 製作委員会参加局 |
| 2020年7月17日 - 10月2日 | 金曜 0:55 - 1:25（木曜深夜） | カンテレ （フジテレビ系列）     | 近畿広域圏 | 製作委員会参加局 |
| 2020年8月20日 - 11月5日 | 木曜 0:50 - 1:20（水曜深夜） | 北海道テレビ （テレビ朝日系列） | 北海道     | 飯島寛騎出身地   |

### 配信
| 配信期間        | 配信時間           | 配信局   | 対象地域 | 備考               |
| --------------- | ------------------ | -------- | -------- | ------------------ |
| 2020年7月9日 -  | 木曜 19:00 - 19:30 | Bilibili | 中国     |                    |
| 2020年7月10日 - | 金曜 23:00 - 23:30 | ひかりTV | 日本     |                    |
| 2020年7月17日 - | 金曜 22:00 - 22:30 | 大元放送 | 韓国     |                    |
| 2020年7月17日 - | 金曜更新           | TVer     | 日本     | カンテレ見逃し配信 |
| 2020年7月17日 - | 金曜更新           | Gyao!    | 日本     |                    |
| 2020年8月4日 -  | 火曜 19:00 - 19:30 | dTV      | 日本     |                    |